# Championnat de Tunisie masculin de volley-ball 2009-2010
Navigation
Saison précédente Saison suivante
Le championnat de Tunisie masculin de volley-ball 2009-2010 est la 55e édition à se tenir depuis 1956. Il est disputé par les dix meilleurs clubs en deux phases : une première phase de classement en aller et retour et une deuxième de play-off et play-out en aller et retour avec respectivement quatre clubs disputant des matchs à élimination et six clubs répartis en deux poules en vue des matchs de barrages. 
Le championnat est remporté pour la première fois par Saydia Sports qui renverse la situation après avoir terminé la première phase à dix points du premier et domine l'Espérance sportive de Tunis en aller et retour lors de la finale. L'entraîneur Mohamed Mselmani, qui a remplacé Mounir Gara en cours de saison, compte sur Marouene Fehri, Mehdi Hannachi, Ahmed Karamosli, Ghazi Guidara, l'Algérien Taoufik Mahjoub, Ihsen Saidi, Aymen Karoui, Anis Ben Salah, Mehdi Hammami, Chamseddine Tebourski, Mejdi Toumi, Hamza Rezgui et Moneim Zayani (avec pour remplaçants Ali Raissi, Zied Ben Ali, Mohamed Chennaoui).
L'Espérance sportive de Tunis prend sa revanche en coupe de Tunisie en battant Saydia Sports par 3-2 (23-25, 25-17, 25-27, 25-12 et 15-13). Les vainqueurs sont Hichem Kaâbi, Skander Ben tara, Ilyes Karamosli, Aymen Brinis, Khaled Belaïd, Yacine Hakmi, Skander Ben tara, Mehdi Ben Cheikh, Sami Hamzaoui, Dennis Mselmani et Chokri Jouini (avec pour entraîneur Mohamed Ben Mustapha).
Le Tunis Air Club, qui avait été promu, n'a pas conservé sa place parmi l'élite. Il est remplacé par le Club sportif de Hammam Lif.

## Division nationale A

### Première phase
Les quatre premiers jouent le play-off et les six autres disputent le play-out.
| Rang | Équipe                                | Points | Matchs | Victoires à 3 pts | Victoires à 2 pts | Défaites à 1 pt | Défaites à 0 pt | Sets pour | Sets contre |
| 1    | Club sportif sfaxien                  | 48     | 18     | 14                | 3                 | 0               | 1               | 52        | 15          |
| 2    | Espérance sportive de Tunis           | 42     | 18     | 12                | 3                 | 0               | 3               | 47        | 20          |
| 3    | Étoile sportive du Sahel              | 38     | 18     | 12                | 0                 | 2               | 4               | 42        | 20          |
| 4    | Saydia Sports                         | 38     | 18     | 10                | 2                 | 4               | 2               | 46        | 26          |
| 5    | Club olympique de Kélibia             | 30     | 18     | 7                 | 3                 | 3               | 5               | 39        | 32          |
| 6    | Union sportive des transports de Sfax | 19     | 18     | 4                 | 3                 | 1               | 10              | 26        | 42          |
| 7    | Tunis Air Club                        | 19     | 18     | 5                 | 1                 | 2               | 10              | 24        | 41          |
| 8    | Union sportive de Carthage            | 16     | 18     | 4                 | 1                 | 2               | 11              | 22        | 44          |
| 9    | Avenir sportif de La Marsa            | 12     | 18     | 2                 | 1                 | 4               | 11              | 20        | 48          |
| 10   | Aigle sportif d'El Haouaria           | 9      | 18     | 2                 | 1                 | 0               | 15              | 18        | 48          |

### Phase finale attribution du titre
|  | Demi-finales                          | Demi-finales | Demi-finales | Demi-finales | Demi-finales |  |               | Finale                    | Finale | Finale | Finale | Finale |
|  |                                       |              |              |              |              |  |               |                           |        |        |        |        |
|  | Sam 20 mars, sam 27 mars, mer 31 mars |              |              |              |              |  |               |                           |        |        |        |        |
|  | (1) CS Sfax                           | 1            | 1            | 3            | 1            |  |               |                           |        |        |        |        |
|  | (4) Saydia Sports                     | 2            | 3            | 2            | 3            |  |               |                           |        |        |        |        |
|  |                                       |              |              |              |              |  |               | Ven 9 avril, ven 16 avril |        |        |        |        |
|  |                                       |              |              |              |              |  | Saydia Sports | 2                         | 3      | 3      |        |        |
|  |                                       | ES Tunis     | 0            | 0            | 1            |  |               |                           |        |        |        |        |
|  |                                       |              |              |              |              |  |               |                           |        |        |        |        |
|  |                                       |              |              |              |              |  |               | Match pour la 3e place    |        |        |        |        |
|  | Ven 19 mars, sam 27 mars, mer 31 mars |              |              |              |              |  |               |                           |        |        |        |        |
|  | (2) ES Tunis                          | 2            | 3            | 1            | 3            |  | CS Sfax       | 2                         | 3      | 3      |        |        |
|  | (3) ES Sahel                          | 1            | 1            | 3            | 0            |  |               | ES Sahel                  | 0      | 1      | 0      |        |

|  | Suivi de la série. |

|  | Score de l'équipe recevante. |

|  | Score de l'équipe en déplacement. |

### Play-out
Les six clubs sont répartis en deux poules de trois clubs qui disputent des matchs en aller simple. Le premier de chaque poule se maintient et les autres jouent pour le classement.

#### Poule A
- 1er : Club olympique de Kélibia : 6 points
- 2e : Union sportive de Carthage : 3 points
- 3e : Avenir sportif de La Marsa : 0 point

#### Poule B
- 1er : Union sportive des transports de Sfax : 5 points
- 2e : Tunis Air Club : 3 points
- 3e : Aigle sportif d'El Haouaria : 1 point

#### Matchs de classement
Le Club olympique de Kélibia et l'Union sportive des transports de Sfax assurent leur maintien. L'Aigle sportif d'El Haouaria bat l'Union sportive de Carthage (3-2) et l'Avenir sportif de La Marsa bat le Tunis Air Club (3-0) ; les vainqueurs assurent leur maintien. Les vaincus se rencontrent pour un barrage de relégation : le vainqueur joue un barrage contre le deuxième de la nationale B et le vaincu est relégué. L'Union sportive de Carthage l'emporte sur le Tunis Air Club (3-0).

## Division nationale B
Malgré le retour de l'Association sportive des PTT, le nombre de clubs demeure très réduit puisque l'Étoile olympique La Goulette Kram et Boumhel Bassatine Sport ne se sont pas engagés.

### Première phase
Les quatre premiers jouent le play-off alors que c'est la fin de la saison pour le cinquième.
| Rang | Équipe                            | Points | Matchs | Victoires à 3 pts | Victoires à 2 pts | Défaites à 1 pt | Défaites à 0 pt | Sets pour | Sets contre |
| 1    | Club sportif de Hammam Lif        | 23     | 8      | 7                 | 1                 | 0               | 0               | 24        | 6           |
| 2    | Association sportive des PTT Sfax | 18     | 8      | 5                 | 1                 | 1               | 1               | 21        | 10          |
| 3    | Fatah Hammam El Ghezaz            | 9      | 8      | 3                 | 0                 | 1               | 4 (1F)          | 13        | 16          |
| 4    | Mouloudia Sport de Bousalem       | 6      | 8      | 2                 | 0                 | 0               | 6               | 8         | 18          |
| 5    | Association sportive des PTT      | 3      | 8      | 1                 | 0                 | 0               | 7               | 5         | 21          |

### Play-off
- 1er : Club sportif de Hammam Lif, monte en nationale A
- 2e : Association sportive des PTT Sfax, dispute les barrages
- 3e : Fatah Hammam El Ghezaz
- 4e : Mouloudia Sport de Bousalem

Le champion, le Club sportif de Hammam Lif, a pour entrâneur Chokri Bouzidi. Son effectif se compose de Samir Zaghdoudi, Mohamed Amine Hamdi, Mohamed Ali Sahraoui, Fethi Boussak, Ahmed Guitouni, Mohamed Amine Beltifa, Bilel Gharbi, Mehdi Trabelsi, Mohamed Jelassi, Mohamed Amine Nouira et Bassem Askri.

### Barrages
L'Union sportive de Carthage bat l'Association sportive des PTT Sfax (3-1, 3-0) ; chacun d'eux reste dans sa division.